# Marco Antonio Gilmetti

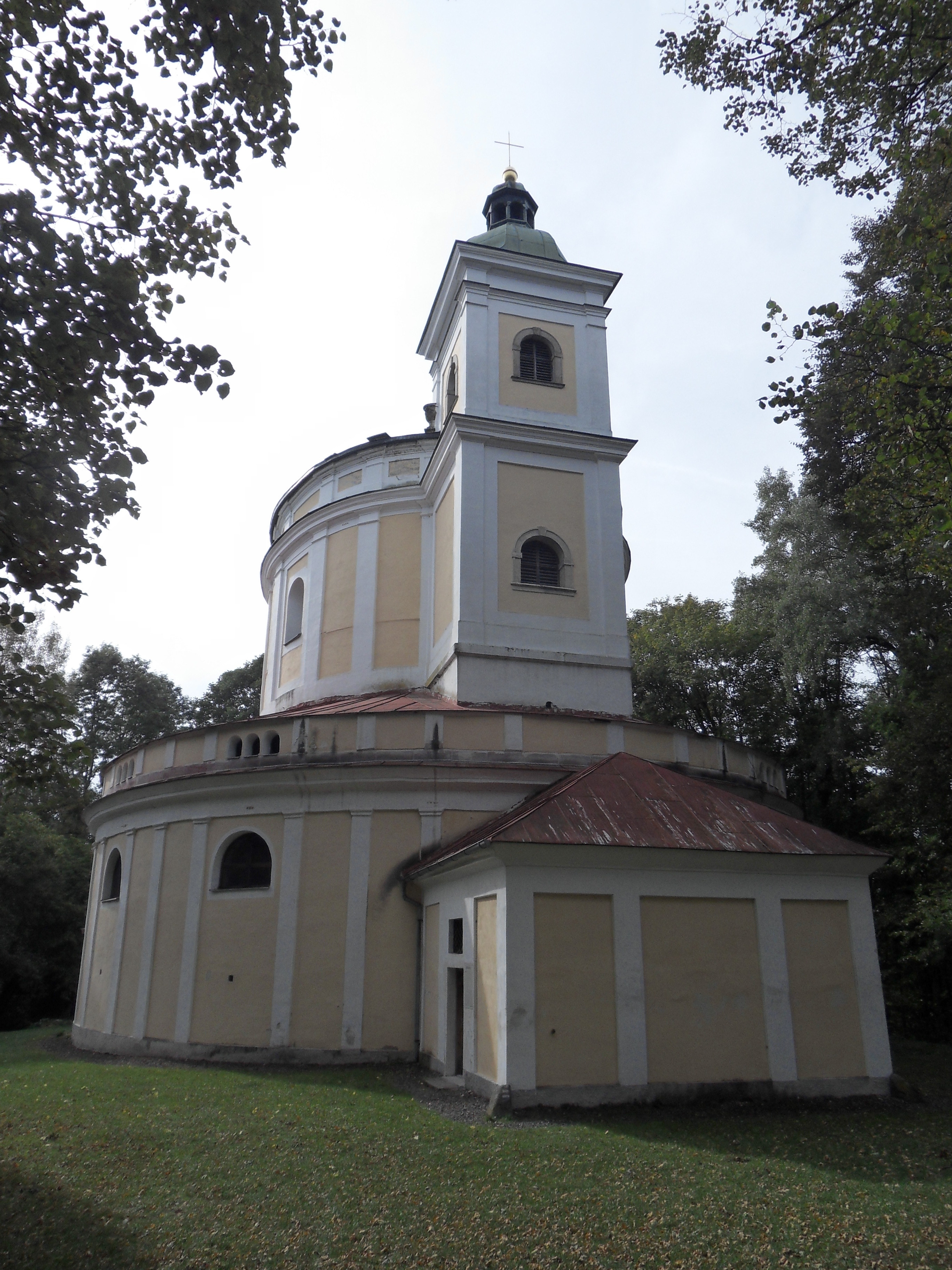
Wallfahrtskirche St. Anna auf dem Tannaberg

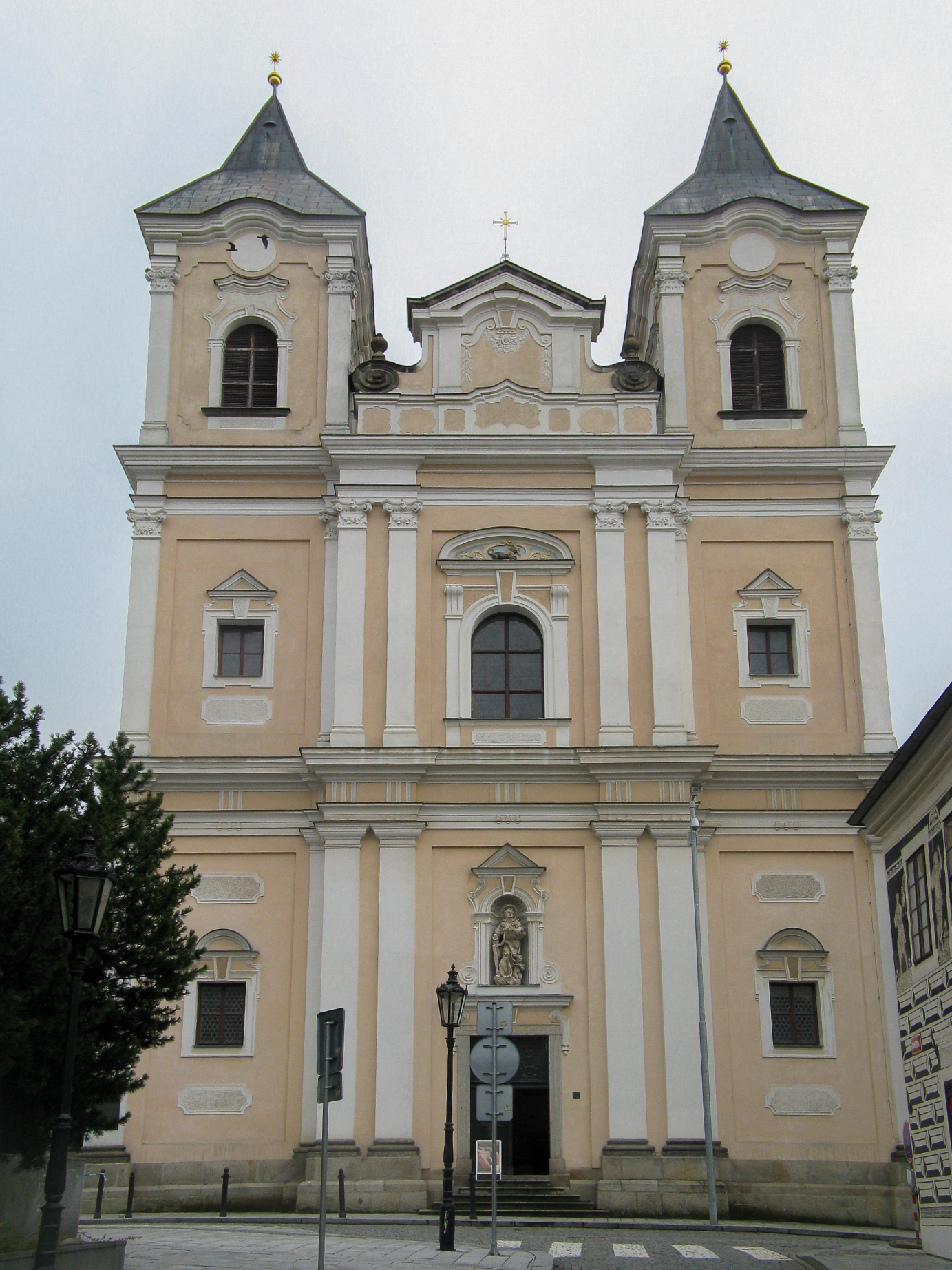
Dominikanerkirche St. Laurentius in Klatovy

Marco Antonio Gilmetti, auch Marcantonio Gilmetti (* um 1662 in Como, Italien; † 3. September 1730 in Čachrov, Böhmen) war ein böhmischer Baumeister des Barock. Er wirkte ausschließlich im Klattauer Kreis.

## Leben und Wirken
Gilmetti stammte aus dem norditalienischen Como und kam in jungen Jahren nach Südwestböhmen. Seit 1684 ist er in Ronsperg nachweislich. Am 22. Jänner 1686 heiratete der Mauer Marco Antonio Gilmett dort Barbara Spinnerl, eine Tochter des Ronsperger Metzgers und Ratsherrn Johann Spinnerl, mit der er einen Sohn Nikolaus hatte. Ab 1709 lebte Gilmetti in Unter Neuern. Im Theresianischen Kataster von 1713 ist er als Baumeister in Unter Neuern und Besitzer von zwei Bauernhöfen aufgeführt. Bei der Umgestaltung der Kirche St. Wenzel in Čachrov verstarb Gilmetti an einem Schlaganfall.
Gilmettis erstes größeres Projekt in Böhmen waren vermutlich die Pläne zum Umbau des Alten Schlosses in Chudenice. 
Sein Werk umfasst vor allem barocke Kirchenbauten, die wie die Dominikanerkirche in Klatovy auch Einflüsse der norditalienischen Renaissance aufweisen.

## Werke
- Projekt zum Umbau des Alten Schlosses in Chudenitz, 1684 (die Pläne werden Gilmetti zugeschrieben)
- Umgestaltung der Fassade der Stadtpfarrkirche Mariä Geburt in Klattau, 1692
- Klosterkirche des hl. Laurentius in Klattau, 1694–1707
- Filialkirche der Vierzehn Nothelfer in Unter Neuern, 1711–1712 (1974 abgerissen)
- Wallfahrtskirche der hl. Anna auf dem Tannaberg bei Neudorf, 1712–1717
- Umbau und Erweiterung der Kirche St. Anna in Seewiesen, 1718–1721
- Umgestaltung der Kirche St. Wenzel in Čachrov, bis 1730